# 100 Thieves
100 Thieves ist eine in Los Angeles, Vereinigte Staaten, ansässige professionelle E-Sports-Organisation, die vom ehemaligen Call-of-Duty-Spieler Matthew „Nadeshot“ Haag gegründet wurde. Sie besitzt ein Team in der Disziplin League of Legends. Die Organisation ist ein Schwesterfranchise der Cleveland Cavaliers. Die Organisation ist zudem Besitzer der Call of Duty League-Franchise LA Thieves.

## League of Legends
100 Thieves hat sein eigenes League-of-Legends-Team in der nordamerikanischen League of Legends Championship Series.

### Aktuelles Lineup
(Stand Jan. 2025)
| Nat.       | Name                   | Position |
| ---------- | ---------------------- | -------- |
| Kanada     | Rayan „Sniper“ Shoura  | Top Lane |
| Korea Sud  | Kim „River“ Dong-woo   | Jungle   |
| Korea Sud  | Lim „Quid“ Hyeon-seung | Mid Lane |
| Australien | Ian Victor „FBI“ Huang | AD-Carry |
| Australien | Bill „Eyla“ Nguyen     | Support  |

## Call of Duty
Am 28. August 2018 kehrte 100 Thieves mit Fero und Kenny zu Call of Duty zurück und fügten am 31. August 2018 Octane hinzu. Mit der CWL-Saison 2019 im 5-gegen-5-Modus, vervollständigte 100 Thieves ihre 5-Mann-Liste mit Slasher und Enable am 26. September 2018.
Aktuelles Team
- Meta_Hi8Try
- Slasher
- Kenny
- Enable
- Priestah
- Courage
- Crowder (Coach)

## Counter-Strike
100 Thieves verpflichtete im Dezember 2017 das ehemalige Lineup der Immortals in Counter-Strike: Global Offensive, welche durch den Legendenstatus automatisch am im Januar stattfindenden Eleague Major: Boston teilnahmeberechtigt waren. Jedoch gab es Einreiseprobleme in die USA und das Team musste die Turnierteilnahme absagen. Am 25. Januar 2018 gab die Organisation bekannt, dass Vito „kNgV-“ Giuseppe nicht mehr Teil des Teams ist, nachdem er in einer Diskussion in einem sozialen Netzwerk mit einer Morddrohung gegenüber einem Spieler und homophoben Äußerungen gegenüber einem Spielanalytiker aufgefallen war. Am 31. Januar 2018 entließ die Organisation auch die anderen vier Spieler. Am 30. August 2019 zeigte Haag über Twitter ein erneutes Interesse an einem CS:GO Team und sagte auch, dass er am StarLadder Major: Berlin 2019 mit einigen Spielern über den Aufbau eines neuen Teams reden will. Am 31. Oktober 2019 veröffentlichte dann das Team über Twitter, dass es ein neues Team gefunden hat. Dieses Team besteht aus dem davor bei Renegades spielenden Team, bestehend aus Aaron „AZR“ Ward, Justin „JKS“ Savage, Joakim „jkaem“ Myrbostad, Sean „Gratisfaction“ Kaiwai, Jay „Liazz“ Tregilligas und deren Coach Aleksandar „kassad“ Trifunović. Bereits im November 2019 konnte man mit dem zweiten Platz bei den Intel Extreme Masters Season XIV – Beijing einen ersten Erfolg vermelden. Das Team erreichte so Ende 2019 den sechsten Platz auf der Weltrangliste. Bei der IEM Katowice 2020 erreichte man den geteilten Platz 5–6.
Im Oktober 2020 wurde auf dem Twitter-Account von 100 Thieves ein Video veröffentlicht, in dem Matthew „Nadeshot“ Haag verkündete, dass sich die Organisation aus der Counter-Strike Szene zurückziehen werde. Grund dafür sei, unter anderem, die Corona-Pandemie und die, deshalb hauptsächlich in Europa stattfindenden, Turniere, welche zu weit vom Hauptquartier der Thieves liege.
Ehemaliges Roster
| Nat.       | Name                           | Position         |
| ---------- | ------------------------------ | ---------------- |
| Australien | Aaron „AZR“ Ward               | In-Game Leader   |
| Australien | Justin „JKS“ Savage            | Rifler           |
| Norwegen   | Joakim „jkaem“ Myrbostad       | Rifler (Lurker)  |
| Neuseeland | Sean „Gratisfaction“ Kaiwai    | AWPer            |
| Australien | Jay „Liazz“ Tregilligas        | Rifler (Support) |
| Serbien    | Aleksandar „kassad“ Trifunović | Coach            |